# Dème de Kozáni
Le dème de Kozáni, en grec moderne : Δήμος Κοζάνης / Dímos Kozánis, est un dème du district régional de Kozáni, en Macédoine-Occidentale, Grèce. 
Le dème actuel résulte de la fusion, en 2010, des anciens dèmes d'Aianí, de Dimítrios Ypsilántis, d'Elimía, d'Ellíspondos et de Kozáni.
Selon le recensement de 2011, la population du dème compte 71 388 habitants, tandis que celle de la ville de Kozáni s'élève à 41 066 habitants.
Le siège du dème est la ville de Kozáni.